# Дикс (Небраска)
Дикс (енгл. Dix) град је у америчкој савезној држави Небраска.

## Демографија
По попису из 2010. године број становника је 255, што је 12 (-4,5%) становника мање него 2000. године.
| Група             | 2000.       | 2010.       |
| Белци             | 256 (95,9%) | 237 (92,9%) |
| Афроамериканци    | 0 (0,0%)    | 0 (0,0%)    |
| Азијати           | 0 (0,0%)    | 3 (1,2%)    |
| Хиспаноамериканци | 11 (4,1%)   | 11 (4,3%)   |
| Укупно            | 267         | 255         |